# Художественный музей Бремерхафена
Художественный музей Бремерхафена (нем. Kunstmuseum Bremerhaven) — художественный музей в городе Бремерхафен (земля Бремен), открытый в 2007 году в новом здании, построенном по проекту архитектурного бюро «HKP», на месте бывшего крытого бассейна — в компактном кубическом трёхэтажном строении, насчитывающем 14 залов с общей выставочной площадью около 700 м². Музей тесно связан с расположенным рядом залом Кунстхалле Бремерхафена (нем. Kunsthalle Bremerhaven), управляемом художественным объединением «Kunstverein Bremerhaven», насчитывающем шесть сотен членов (2014); с 1964 года в зале было показано более 300 выставок, посвященных современному искусству.

## История и описание

### «Kunstverein Bremerhaven»
Художественное объединение «Kunstverein Bremerhaven» было основано в городе Бремерхафен в 1886 году; одним из соучредителей нового союза являлся городской управляющий, юрист Герман Гебхард (1843—1906), который также стал и первым председателем объединения. Официальной целью клуба было продвижение изобразительного искусства и «оживление чувства прекрасного» в горожанах. Первая выставка состоялась уже в мае — в актовом зале начальной школы для мальчиков (позднее Goetheschule) на улице Гренцштрассе. В дальнейшем деятельность союза росла не стремительно: известно, что в 1893 году в городской ратуше прошла еще одна выставка.
Частная коллекция легла в основу городского собрания в 1908 году: жена Бременского почетного консула (Honorarkonsuls) оставила союзу коллекцию картин, включавшую в себя работы Карла Хуммеля, Вильгельма де Грюйтера и Освальда Ахенбаха. В дальнейшем ассоциация приобрела дополнительные экспонаты для своей коллекции и стала ориентироваться на международное искусство; в 1909 году союз переехал из ратуши в здание местного банка «Stadtsparkasse Bremerhaven». В 1911 году ассоциация получила своё первое постоянное помещение — она разместилась в правом крыле нового здания городского театра Бремерхафена. В тот период были приобретены работы Паулы Беккер-Модерзон, Генриха Фогелера и Фрица Овербека.
Часть первоначальной коллекции была потеряна во время Второй мировой войны, в 1944 году; спасти удалось только эвакуированные картины. Из приобретений 1920—1930-х годов сохранились, в частности, картины Отто Модерзона и Доры Бромбергер. Председатель ассоциации Клаус Волбер добился того, что с 1950 года четыре бывших казарменных помещения стали выставочными залами. Фонд работ художников из Ворпсведской колонии был расширен после 1945 года — за счет приобретений картин Рихарда Эльце, Ганса Мейбодена, Альберта Шиестль-Ардинга и Карла Фреда Дахмена. В итоге союзу удалось собрать весьма значительную собственную коллекцию произведений искусства.
Коллекция «Kunstverein Bremerhaven» долгое время была недоступна для общественности, поскольку союз не располагал соответствующими выставочными помещениями; до 1964 года выставки проходили в помещениях бывших казарм.

### Кунстхалле
После долгого поиска места для галереи, банк «Norddeutsche Kreditbank» выразить готовность финансировать строительство нового здания для кунстхалле — на сегодняшней площади Теодор-Хойс-Плац. Архитектор Герхард Мюллер-Менкенс (1917—2007) в 1959 году победил в конкурсе проектов на двухэтажное строение; из-за возражений части общественности и многолетних задержек, стоимость строительства увеличилась до 0,8 миллиона немецких марок. В итоге, в сентябре 1964 года Кунстхалле был открыт; с 1968 года на первом этаже расположился Кабинет современного искусства (Kabinett für aktuelle Kunst) и кафе «Kunsthallenbistro». В 1986 году здание было дополнено остекленной пристройкой, спроектированную архитекторами Силке и Юргеном Грубе.
Кунстхалле до сих пор проводит лекции, концерты, семинары и дискуссии. С 1964 года в Кунстхалле было показано более 300 выставок — в год демонстрируется от шести до девяти временных экспозиций; целый ряд известных сегодня художников впервые были выставлены в Бремерхафене. Ассоциация также организует выставки по архитектуре, литературе и истории искусств.

### Художественный музей
В 2000-х годах Кунстхалле больше не отвечал требованиям, предъявляемым к современным галереям; новое здание было спроектировано ганноверским архитектурным бюро «HKP» — под руководством Питера Вебера (род. 1939) — и реализовано при поддержке банка «Sparkasse Bremerhaven». В центре города — в непосредственной близости от существующего Кунстхалле; на месте бывшего крытого бассейна, было возведено «компактное» кубическое здание с тремя этажами, насчитывающее 14 залов с общей выставочной площадью около 700 м². Открытие нового музея состоялось в 2007 году — первой выставкой стала экспозиция «Die Richtung stimmt». Здание музея формально принадлежит обществу «Städtische Wohnungsgesellschaft Bremerhaven» (Stäwog).
Художественный музей Бремерхафена владеет и/или выставляет работы Стефана Балькенхоля, Йозефа Бойса, Рудольфа Эппа, Хэмиша Фултона, Ильи Кабакова и многих других авторов.